# Henri Lachambre
Pour les articles homonymes, voir Lachambre (homonymie).

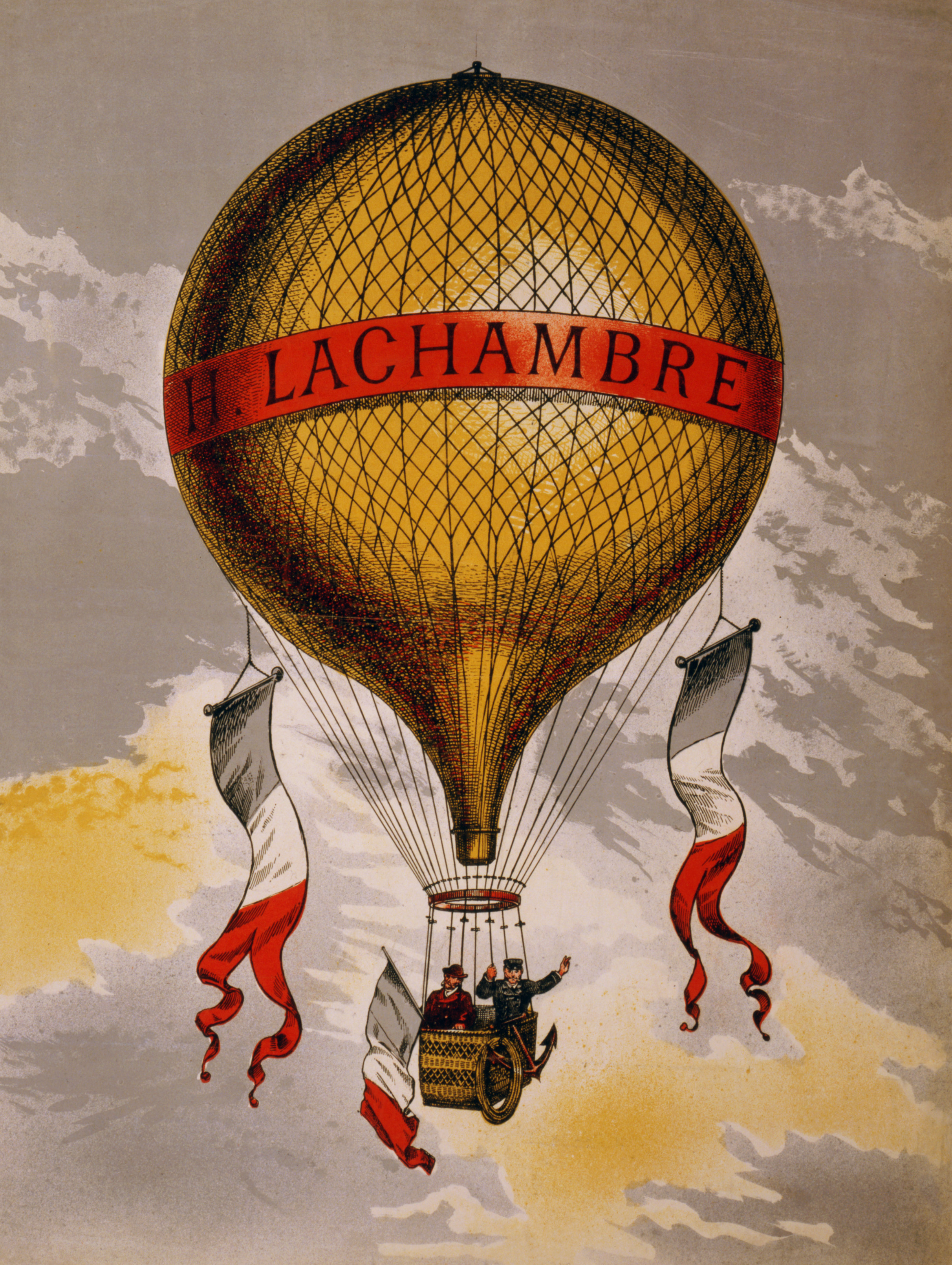
Publicité pour les ballons Lachambre.

Henri Lachambre (30 décembre 1846, Vagney-12 janvier 1904) est un aéronaute et constructeur français d'aérostats (montgolfières, ballons à gaz, ballons de baudruche, dirigeables, etc.), dont les ateliers étaient situés 22-24 passage des Favorites à Paris.

## Historique
Il fonde les ateliers aérostatiques de Vaugirard en 1875.
Il a entre autres travaillé avec Alberto Santos-Dumont (dont il a fabriqué tous les dirigeables), fourni des montgolfières à l'armée américaine (United States Army Signal Corps), ainsi que pour la tragique expédition polaire de S. A. Andrée en 1897.
En 1881, il travaille pour le brésilien Julio Cezar Ribeiro De Souza, qui a dessiné un petit dirigeable, dont les premiers vols sont réussis les 8 et 12 novembre 1881. Un autre modèle plus grand fut construit pour de nouvelles expériences. En 1883, une nouvelle commande d'un dirigeable de 52 m aboutit à une série de ratés : interdiction de voler à Paris, explosion de la chaudière à vapeur, manque de finances, difficulté à produire l'hydrogène,etc., et, pire, ce ballon se fit battre par La France, appareil fortement inspiré de ceux de de Souza, comme premier dirigeable opérationnel.
L'atelier a construit en 1883 la Ville de Boulogne de M.Lhoste (traversée de la Manche), un ballon pour les frères Tissandier, un ballon pour M. Eloy, un autre pour M. Ribeiro de Souza (en tout, quelques dizaines de grands aérostats par an).
Emploie Alexandre Liwentaal en 1895 (construction du ballon captif de l'exposition nationale suisse de Genève).
Constructeur de l'Œrnen, pour l'expédition polaire Andrée (voyage au Spitzberg en 1896), qui tournera à la catastrophe.
Plusieurs dirigeables connurent un sort tragique, comme le Pax du brésilien Augusto Severo, qui tua son pilote et son mécanicien Georges Saché au-dessus de Paris (12 mai 1902) et le Bradsky de Ottokar-Théodore-Arno de Bradsky, qui tua le pilote et le mécanicien Paul Morin (13 octobre 1902).
Fournisseur d'appareils mobiles de production d'hydrogène.
À la mort de Lachambre, l'entreprise est reprise par E.Carton et sa veuve.

## Publications
- Les Ballons captifs, leur emploi au point de vue stratégique, notice descriptive sur les appareils à gaz transportables, treuils sur chariot, etc., avec Abel Lachambre (1888).
- Les Ballons à la guerre, paru dans Bibliothèque des connaissances militaires, 3 (1888).
- Deux mois au Spitzberg : préparatifs de l'expédition aérostatique polaire suédoise, 1896-97, paru dans La Revue hebdomadaire, 8 mai 1897.
- Andrée. Au pôle Nord en ballon, avec Alexis Machuron, 1897.

## Galerie

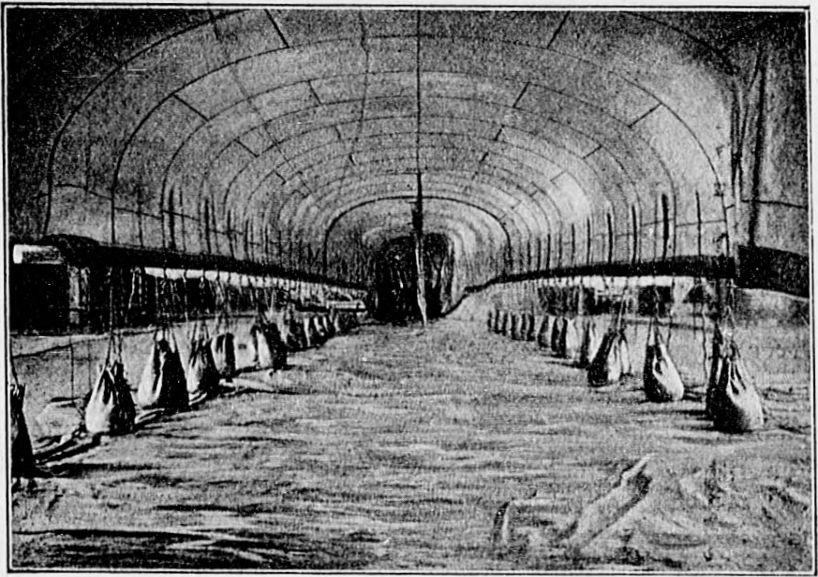
Gonflement du ballon dirigeable de Bradsky aux établissements Lachambre en 1902
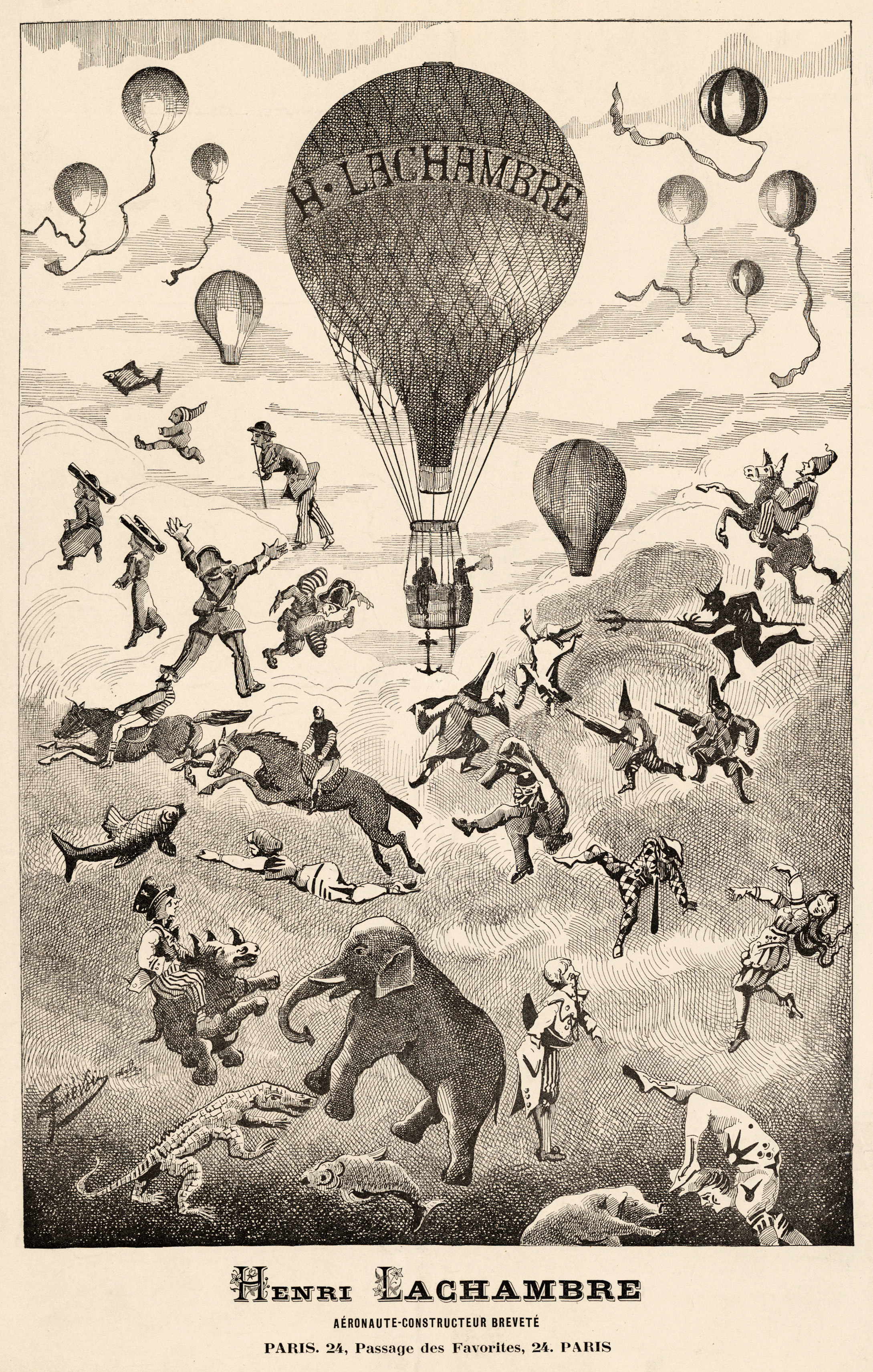
Publicité pour les ballons Lachambre
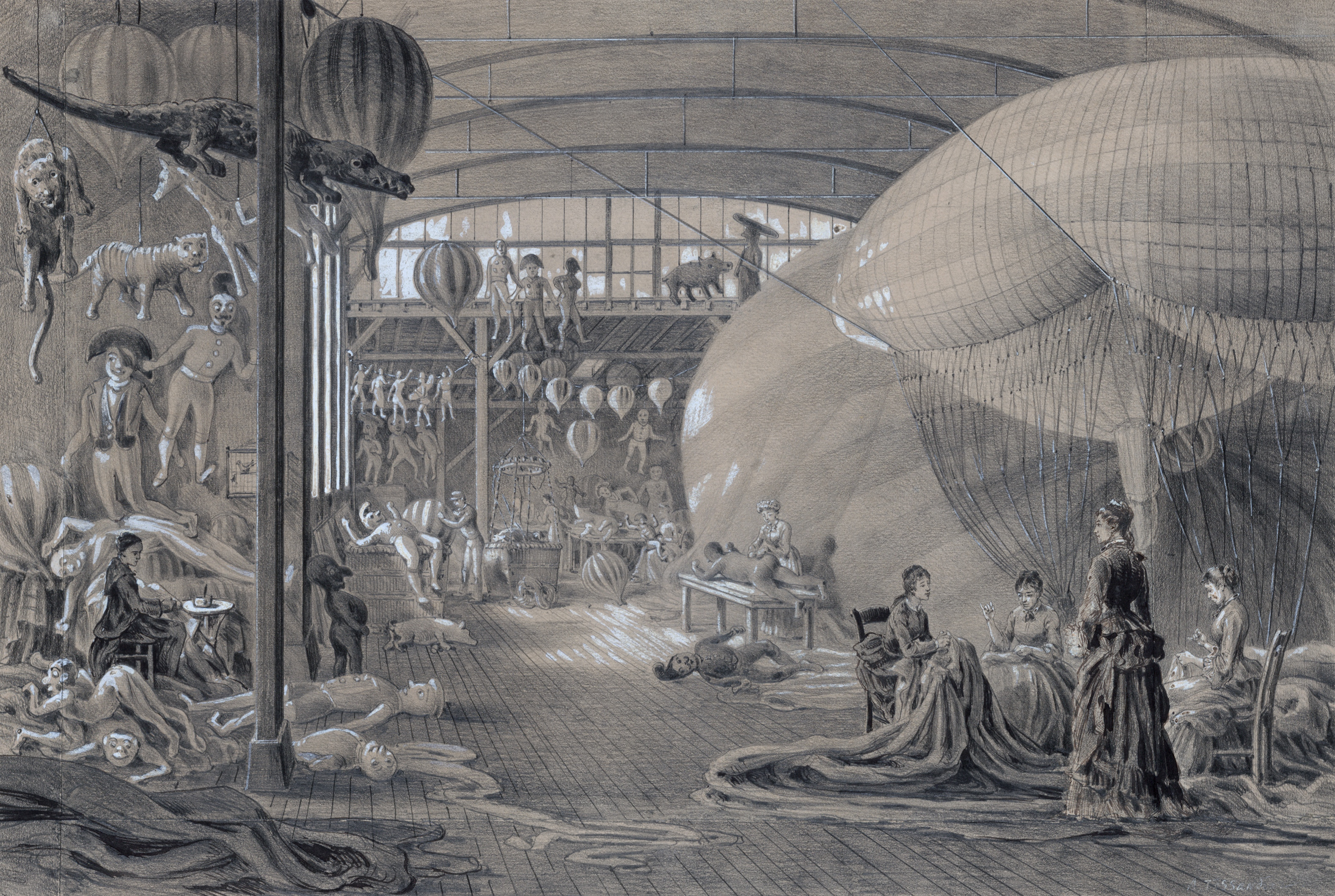
« Atelier de M. Lachambre, fabricant de ballons de baudruche, aérostats, etc. 24 passage des Favorites, Paris, Vaugirard. Août 1883. » Dessin d'Albert Tissandier
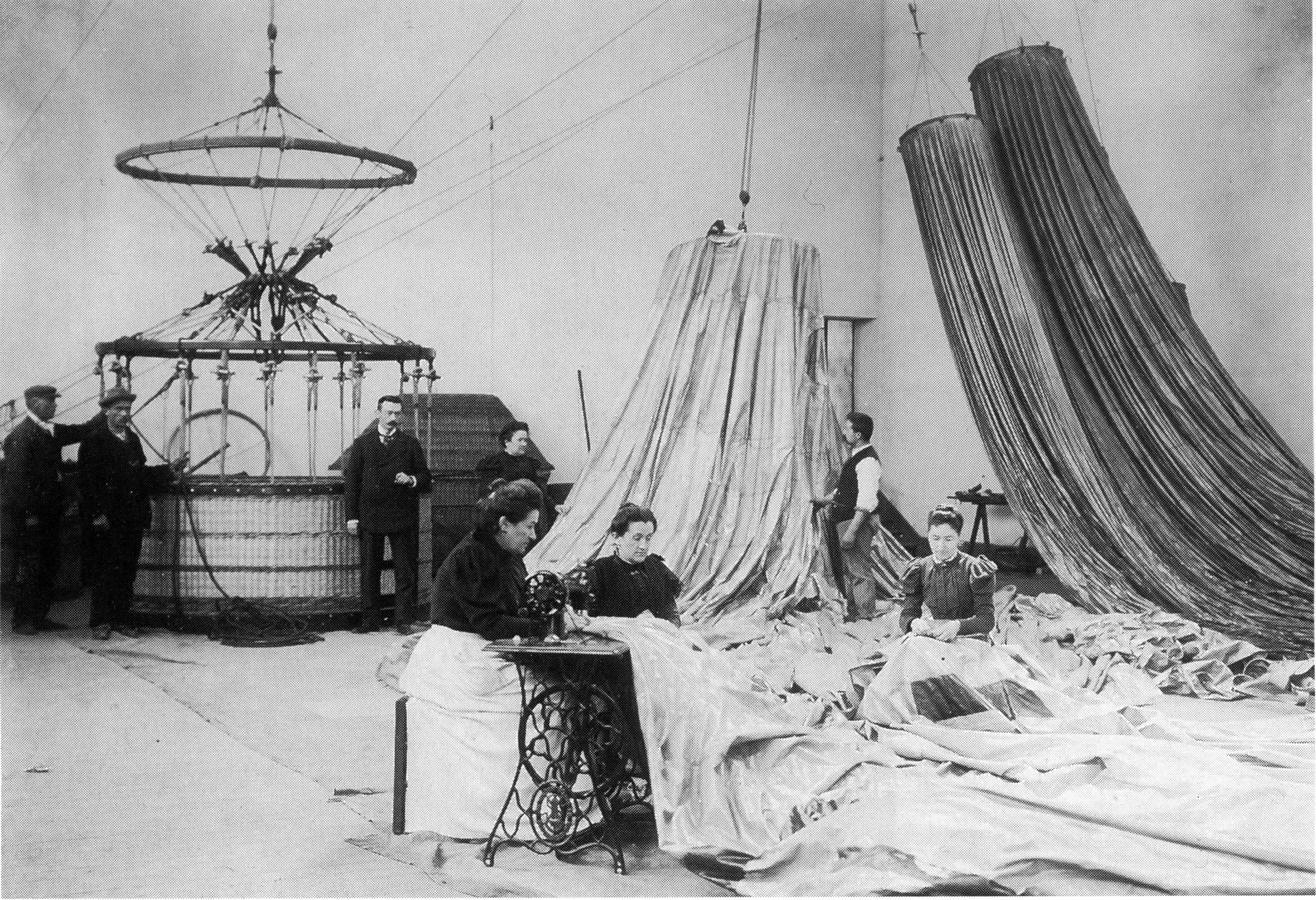
L'atelier des ballons Lachambre Photographie des années 1890.
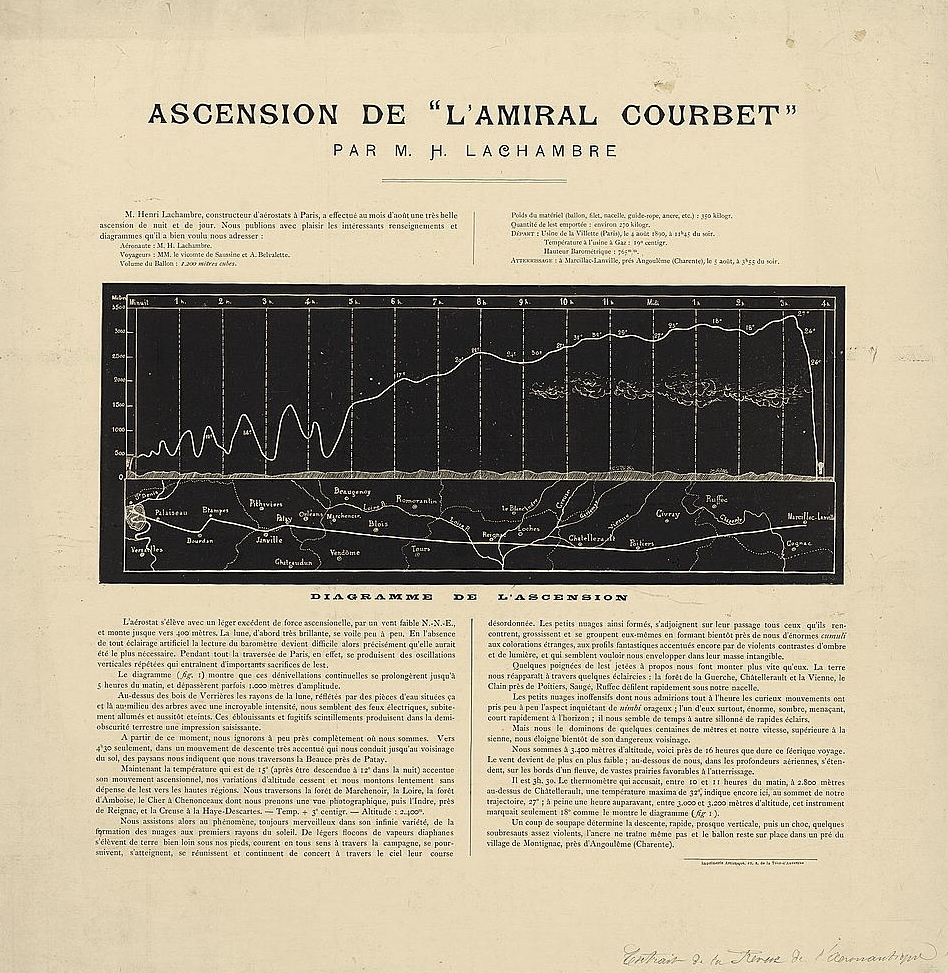
« Ascension de L'Amiral Courbet par M. H. Lachambre. Diagramme de l'ascension. » De Paris à Montignac (Charente-Maritime) les 4 et 5 août 1890.